# 호르헤 키로가

호르헤 키로가(2001년)

호르헤 페르난도 투토 키로가 라미레스(스페인어: Jorge Fernando "Tuto" Quiroga Ramírez, 1960년 5월 5일~ )은 볼리비아의 제62대 대통령이다. 그는 볼리비아 코차밤바에서 태어났으며 1981년 미국 텍사스 A&M 대학교를 졸업하였다. 텍사스에서 활동하다가 후에 볼리비아 대통령에 취임하게 된다.

## 같이 보기
- 볼리비아의 정치